# آرکبک
آرکبک (به آلمانی: Arkebek) یک شهر در آلمان است که در دیمارشن واقع شده‌است. آرکبک ۲۴۶ نفر جمعیت دارد.